# Shan Ying
Shan Ying (單 鶯T, Shán YíngP; 7 agosto 1978) è un'ex nuotatrice cinese.

## Carriera
Specializzata nello stile libero e quindi anche nelle staffette, ha conquistato due medaglie ai Giochi Olimpici di Atlanta 1996.

## Palmarès
- Giochi olimpici

Atlanta 1996: argento nella 4x100m stile libero e bronzo nella 4x100m misti.
- Mondiali:

Roma 1994: oro nella 4x100m stile libero.
Perth 1998: bronzo nei 50m e 100m stile libero.
- Mondiali in vasca corta:

Palma di Maiorca 1993: oro nella 4x100m stile libero e nella 4x100m misti.
Rio de Janeiro 1995: oro nella 4x100m stile libero.
Göteborg 1997: oro nella 4x100m stile libero e nella 4x100m misti.
- Giochi asiatici

Hiroshima 1994: oro nei 100m stile libero.